# Seth Gilliam
Seth Gilliam (New York, 5 november 1968) is een Amerikaans acteur.

## Biografie
Gilliam werd geboren in de wijk Washington Heights van Manhattan in New York. 
Gilliam begon in 1990 met acteren in de televisieserie The Cosby Show. Hierna heeft hij nog meerdere rollen gespeeld in televisieseries en films zoals Courage Under Fire (1996), Starship Troopers (1997), Oz (1999-2001), Law & Order: Trial by Jury (2005), The Wire (2002-2008), Teen Wolf (2011-2017) en The Walking Dead (2014-heden).

## Filmografie

### Films
Uitgezonderd korte films.
- 2023 - The Zombie Wedding - als Eerwaarde Harry Crump
- 2023 - Teen Wolf: The Movie - als dr. Alan Deaton
- 2018 - Silver Lake - als Jeff
- 2018 - Change in the Air - als agent Payne
- 2017 - Police State - als politieagent Grady
- 2014 - Still Alice - als Frederic Johnson
- 2009 - Did You Hear About the Morgans? – als U.S. marshal Lasky
- 2009 - The People v. Leo Frank – als Jim Conley
- 2008 - Sympathetic Details – als Raymond
- 2005 - The Great New Wonderful – als Clayton
- 2002 - Personal Velocity: Three Portraits – als Vincent
- 2000 - Punks – als Marcus
- 1997 - Tar – als Tyrone
- 1997 - Starship Troopers – als Sugar Watkins
- 1996 - Courage Under Fire – als Altameyer
- 1995 - Jefferson in Paris – als James Hemings
- 1994 - Assault at West Point: The Court-Martial of Johnson Whittaker – als cadet Johnson C. Whittaker
- 1993 - Mr. Wonderful – als dokter in eerste hulp
- 1993 - Joey Breaker – als Jeremy Brasher
- 1992 - In the Eyes of a Stranger – als ?

### Televisieseries
Uitgezonderd eenmalige gastrollen.
- 2014-2022 - The Walking Dead - als pastoor Gabriel Stokes - 125 afl.
- 2019 - City on a Hill - als Jasper Fields - 4 afl.
- 2011-2017 - Teen Wolf – als dr. Deaton – 42 afl.
- 2011-2015 - The Good Wife - als Jacob Rickter - 2 afl.
- 2007-2008 - Law & Order: Criminal Intent – als rechercheur Daniels – 4 afl.
- 2002-2008 - The Wire – als Ellis Carver – 60 afl.
- 2005 - Law & Order: Trial by Jury – als assistent officier van justitie Terence Wright – 4 afl.
- 1999-2001 - Oz – als Clayton Hughes – 17 afl.
- 1990-1991 - The Cosby Show – als Aaron Dexter – 3 afl.

- Biblioteca Nacional de España: XX5647997
- International Standard Name Identifier: 0000 0000 4184 9693
- Library of Congress Control Number: no2001034136
- Nationale Bibliotheek van Israël: 987007337055405171
- Système universitaire de documentation: 235483346
- Virtual International Authority File: 63657205
- WorldCat: E39PBJmHMH3r89VbgM3tHwpQMP